# Pedro Ispizua
Pedro Ispizua Susunaga (Bermeo, 29 de abril de 1895-Bilbao, 10 de enero de 1976) fue un arquitecto español. Ejerció como arquitecto municipal de Bilbao (1920-1937) y arquitecto colaborador del Ayuntamiento de Bermeo (1923-1931). Entre 1920 y 1965 diseñó diversos edificios emblemáticos en Bilbao y Vizcaya.

## Biografía
Al terminar sus estudios de arquitectura, habiendo realizado prácticas con Gaudí en las obras de la Sagrada Familia, el director de la Escuela de Arquitectura de Barcelona, Lluís Domènech i Montaner, le pone a Ispizua en contacto con el entonces arquitecto municipal de Bilbao, Ricardo Bastida, bajo cuyos órdenes Ispizua trabajaría entre 1920 y 1927.

## Obras

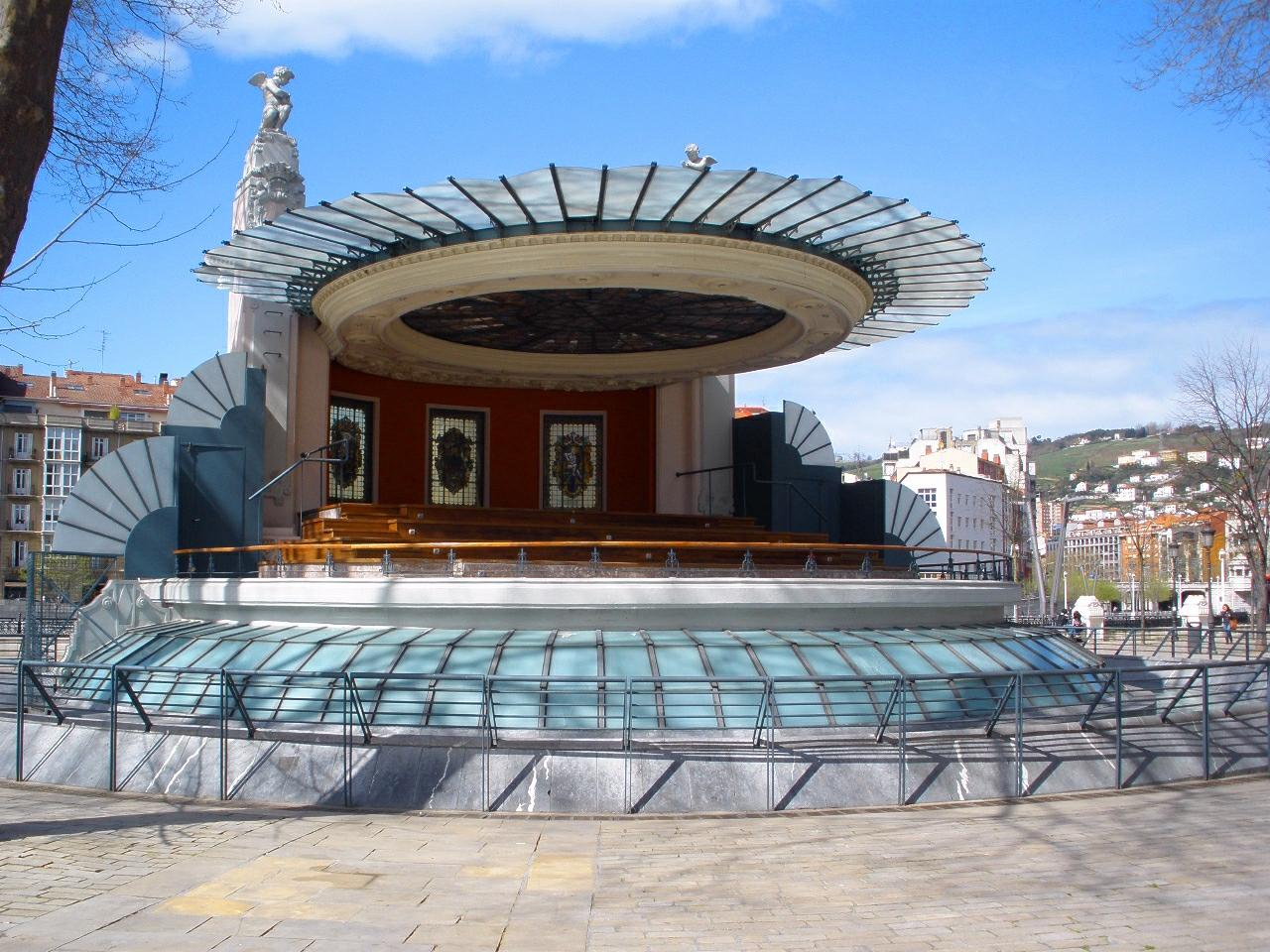
Kiosco del Arenal de Bilbao.

- Casa Garategui, Bermeo (1921)[3]
- Casa Muñoa, Bermeo (1921)[4]
- Casas Higiénicas para pescadores, Bermeo (1921)[4]
- Casa Astorquiza, Bermeo (1921)[4]
- Ciudad Jardín Bilbaína, Bilbao (1922)[5]
- Grupo escolar Ollerías, Bilbao (1922 proyecto, 1931 realización)[6]
- Grupo escolar Tomás Camacho, Bilbao (1922)[3]
- Casa de Julián Abando, Henao 38-42, Bilbao (1923/1925)[7]
- Casa Cartaeta, Bermeo (1924)[3]
- Palomar del Arenal, Bilbao (1924, derribado en los 40.)
- Casa Abans-Azurmendi, Recalde 57, Bilbao (1925)[4]
- Casa Salgado, General Concha 24-26, Bilbao (1925)[4]
- Grupo Residencial Bitz-Gane, Bakio (1925)[4]
- Pérgola del Parque Casilda Iturrizar, Bilbao (1925)[4]
- Casa Garay, Bakio (1926)[4]
- Casa Serrats, Bermeo (1926)[4]
- Casa Sociedad Tonelera del Norte, Goya 6 y Gordoniz 54, Bilbao (1926)[4]
- Casa Errekakoetxe 6-10, Bilbao (1926)[4]
- Casa Urquijo 37-43, Bilbao (1926)[4]
- Cinema Ideal, General Concha y General Eguía, Bilbo (1926, desaparecido)[4]
- Kiosco de música en el Arenal, Bilbao (1923/1928)[8]
- Mercado de la Ribera, Bilbao (1927/1930)[9]
- Monumento-fuente a Bolívar, Cenarruza-Puebla de Bolívar (1927)[3]
- Hospital Infecciosos después Casa del Niño BBK, Bermeo (1928)[4]
- Casa S.A. Elejabarri, Gordoniz 50-52 y Goya 1-9, Bilbao (1928)[4]
- Casa Ispizua y Vega Vivero, Dr Carmelo Gil 9, Bilbao (1929)[4]
- Grupo de casas para la S.A. Iparraguirre, Iparraguirre 56 y Egaña 23-27, Bilbao (1928/1929)[10]
- Club Deportivo de Bilbao (1929/1931, derribado en 1967)[11]
- Casa Barañano, Bilbao (1930)[12]
- Casa Fernández Gamboa, Iparraguirre 45-47, Bilbao (1930/1931)[13]
- Casa Guerrero-García-Ispizua, Labayru 19-23, Bilbao (1930)[3]
- Colegio Iglesia de las Hnas Carmelitas de la Caridad, Bermeo (1930)[4]
- Edificio auxiliar de Oficinas Ayuntamiento de Bilbao (1931)[14]
- Batzoki de Bermeo (1932)[15]
- Grupo escolar Luis Briñas, Bilbao (1933)[16]
- Vivienda Ispizua, Avenida de las Universidades 8, Bilbao (1933, derribada en la década de los 70)[17]
- Casa Azurmendi, Recalde 55, Bilbao (1933)[3]
- Casa Abando, Iparraguire 9-11 y Juan Ajuriaguerra 21, Bilbao (1933/1934)[18]
- Casa Hermanos Zárate, calle Santa María, Bilbao (1934)[3]
- Edificio Gutiérrez, Licenciado Poza, Bilbao (1934)[4]
- Casa Arenaza, María Díaz de Haro 20, Bilbao (1935)[4]
- Casa Martínez, Iparraguirre 41-43, Bilbao (1935)[4]
- Casa Panera, Licenciado Poza 31-33 y Ercilla 36, Bilbao (1935)[4]
- Casa Hernaiz, en Dr. Areilza 2, Bilbao (1935/1936)[19]
- Casa Gurtubay, Urquijo 52 y Plaza Indautxu, Bilbao (1936/1939)[20]
- Casa Panera, Rodríguez Arias 10-12 y Ercilla, Bilbao (1936)[3]
- Casa Echeverría, Gordoniz 20, Bilbao (1938)[4]
- Casa Panera, Gran Vía 48 y Máximo Aguirre 11, Bilbao (1938/1939)[4]
- Casa San Martín, Rodríguez Arias 19-21, Bilbao (1938)[4]
- Casa Bruno, Urquijo 44-48, Bilbao (1939)[4]
- Casa Fernández Gamboa, Bilbao y Andrés Isasi, Guecho (1939)[4]
- Casa Panera, Colón de Larreategui 33, Bilbao (1939)[4]
- Casa Olabarría, Plaza Zabalburu 1 y Alda. San Mamés, Bilbao (1938/1940)[21]
- Casa Panera, Gran Vía 70-72, Bilbao (1940)[3]
- Edificio de Viviendas, Gran Vía 79, Bilbao (1940)[22]
- Casa Unceta, Guernika (1940)[3]
- Colegio La Salle, Palencia (1940)[4]
- Casa Medina, General Eguía 37, Bilbao (1941)[4]
- Grupo casas Teatro Ayala, Manual Allende 16-22 y Dr Areilza 35, Bilbao (1941)[4]
- Teatro Ayala, en Manuel Allende 18, Bilbao (1941/1943 desaparecido)[23]
- Casa Panera, en Gran Vía 55 esquina con Gregorio de la Revilla 1, Bilbao (1941/1946)[24]
- Casa Lachiondo, Guecho (1942)[3]
- Edificio El Tigre, Deusto (1942/1947)[25]
- Fábrica Ormaza, Bermeo (1942)[3]
- Edificio Tejada, Núñez de Balboa 83 y Juan Bravo, Madrid (1942)[4]
- Inmobiliaria Bilbaína, Gran Vía 68, Bilbao (1943)[4]
- Edificio Aviación y Comercio, Bilbao (1944)[26]
- Jardines de Albia, Bilbao (urbanismo, 1944)[27]
- Casa Abaitua-Bayo, Dr Areilza 38, Bilbao (1945)[3]
- Grupo Residencial Larrazábal, Zurbaran (1945)[4]
- Casa Ispizua Uribarri, Recalde 8-10, Bilbao (1946)[4]
- Colegio La Salle, Santander (1946)[4]
- Iglesia del Colegio de Santiago Apóstol La Salle, Bilbao (1946/1950, derrumbada en 1976 por cierre del Colegio)[28]
- Casa Ispizua, Recalde 12-14, Bilbao (1946/1951)[29]
- Casa Besga, actualmente Archivo Histórico de Euskadi, María Días de Haro 3, Bilbao (1947, fachada remodelada)[3]
- Colegio Santa María, Portugalete (1948)[4]
- Colegio La Salle, Valladolid (1950)[4]
- Fábrica Astra-Unceta, Gernika (1950)[4]
- Talleres Viviendas Aroe, Enrique Eguren 5 y Labayru 6, Bilbao (1951)[4]
- Colegio La Salle, Santiago de Compostela (1952)[4]
- Club Arizona, actualmente Hotel Catalonia Gran Vía Bilbao, Gran Vía 71, Bilbao (1953, derribado en 2017)[4]
- Colegio Lourdes La Salle, Valladolid (1953)[4]
- Casa Ispizua, Algorta (1954)[4]
- Casa Abando Bengoa, Guecho (1956)[4]
- Ordenación Centro La Salle, Seminario e Iglesia, Salamanca (1956)[4]
- Reconstrucción del Santuario de Santa María de la Estrella de los Hermanos de las Escuelas Cristianas, San Asensio (La Rioja) (1951-1958)[4]
- Iglesia de San Felicísimo, Bilbao (1958/1960)[30]
- Iglesia de Nuestra Señora Reina de la Paz, de los Hermanos Capuchinos de Valladolid (1961/1963)[3]
- Casa Ugalde, Mungia (1962)[4]
- Colegio Hermanas Carmelitas de la Caridad, Vitoria (1963)[4]